# Jocs Bolivarians de 1938
Els I Jocs Bolivarians (en castellà: Juegos Bolivarianos) van ser un esdeveniment esportiu celebrat entre el 6 i el 22 d'agost de 1938 a Bogotà, Colòmbia, a l'Estadio El Campín, per celebrar els 400 aniversari de la ciutat. Els Jocs van estar organitzats per l'Organització Esportiva Bolivariana (ODEBO).
Els jocs van ser inaugurats oficialment pel president de Colòmbia, Alfonso López Pumarejo, acompanyat per Alberto Nariño Cheyne del Comitè Olímpic Colombià, el coronel Leopoldo Piedrahita del comitè organitzador local, i Gustavo Santos, alcalde de la ciutat de Bogotà.
Les primeres edicions dels Jocs Bolivarians, els celebrats entre 1938 i 1989, es van detallar en el llibre escrit per José Gamarra Zorrilla, antic president del Comitè Olímpic Bolivià, i primer president (1976-1982) de l'ODESUR. Les medalles d'or aconseguides per Equador van ser publicades pel Comitè Olímpic Equatorià.
Els pòsters oficials dels Jocs van ser dissenyats per l'artista colombià Sergio Trujillo Magnenat.

## Arxiu històric

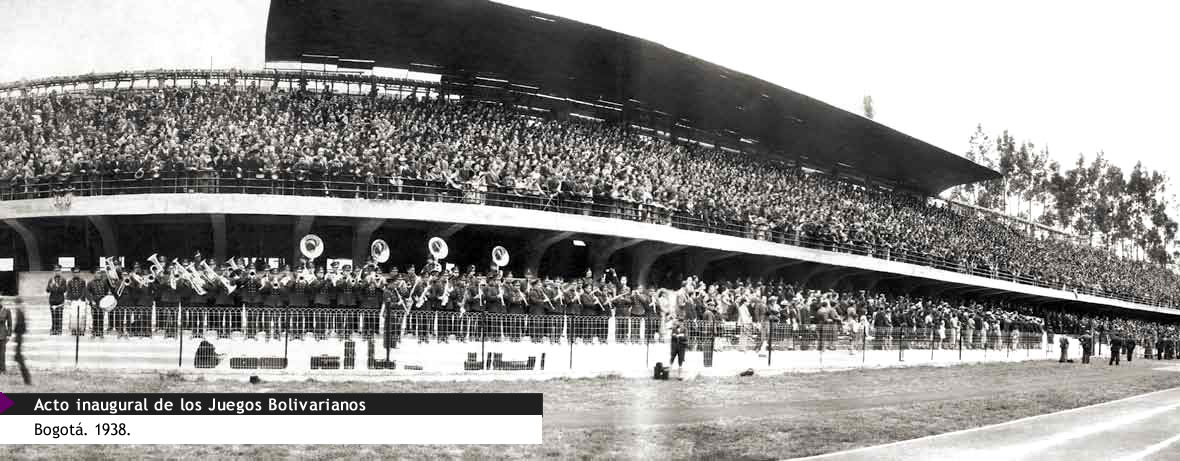
Fotografia històrica de l'acte d'inauguració dels Jocs Bolivarians de 1938 a Bogotà, Colòmbia (publicada per la Universitat EAFIT).

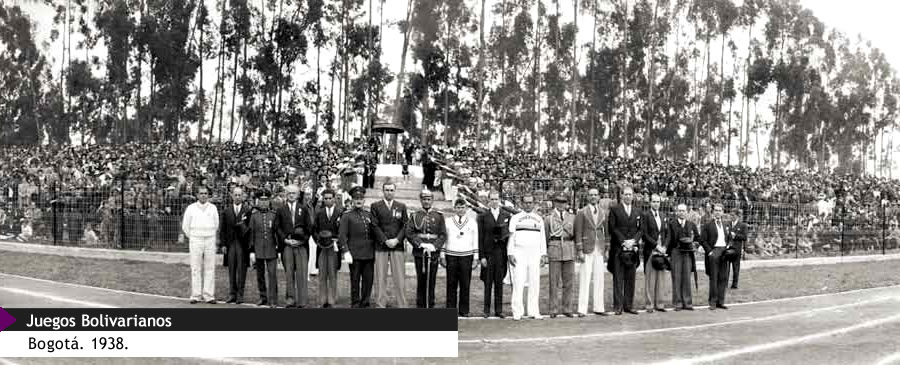
Fotografia històrica dels Jocs Bolivarians de 1938 a Bogotà, Colòmbia (publicada per la Universitat EAFIT).

Es poden trobar més fotografies a la pàgina web de la Biblioteca Luis Ángel Arango.

## Participació
Es va publicar que la participació va consistir en 716 atletes de 6 països:
| - Bolívia (70) - Colòmbia (250) | - Equador (110) - Panamà (74) | - Perú (112) - Venezuela (100) |

## Esports
Es van esmentar els següents esports:
| - Esports aquàtics - Salts - Natació - Waterpolo - Atletisme - Baseball - Basketball | - Boxa - Escacs - Ciclisme - Hípica - Esgrima - Futbol (detalls) - Golf | - Pilota basca † - Tir - Tennis - Volleyball - Halterofília - Lluita |

†: Esdeveniment d'exhibició.
La llista podria ser incompleta.

## Medaller
A continuació segueix el medaller dels Jocs.
| Medaller dels Jocs Bolivarians de 1938 | Medaller dels Jocs Bolivarians de 1938 | Medaller dels Jocs Bolivarians de 1938 | Medaller dels Jocs Bolivarians de 1938 | Medaller dels Jocs Bolivarians de 1938 | Medaller dels Jocs Bolivarians de 1938 |
| -------------------------------------- | -------------------------------------- | -------------------------------------- | -------------------------------------- | -------------------------------------- | -------------------------------------- |
| Posició                                | País                                   | Or                                     | Plata                                  | Bronze                                 | Total                                  |
| 1                                      | Perú                                   | 26                                     | 22                                     | 17                                     | 65                                     |
| 2                                      | Equador                                | 23                                     | 20                                     | 15                                     | 58                                     |
| 3                                      | Colòmbia                               | 19                                     | 26                                     | 21                                     | 66                                     |
| 4                                      | Veneçuela                              | 10                                     | 7                                      | 4                                      | 21                                     |
| 5                                      | Panamà                                 | 3                                      | 7                                      | 3                                      | 13                                     |
| 6                                      | Bolívia                                | 3                                      | 1                                      | 6                                      | 10                                     |
| Total                                  | Total                                  | 84                                     | 83                                     | 66                                     | 233                                    |